# Ниточка (игра)

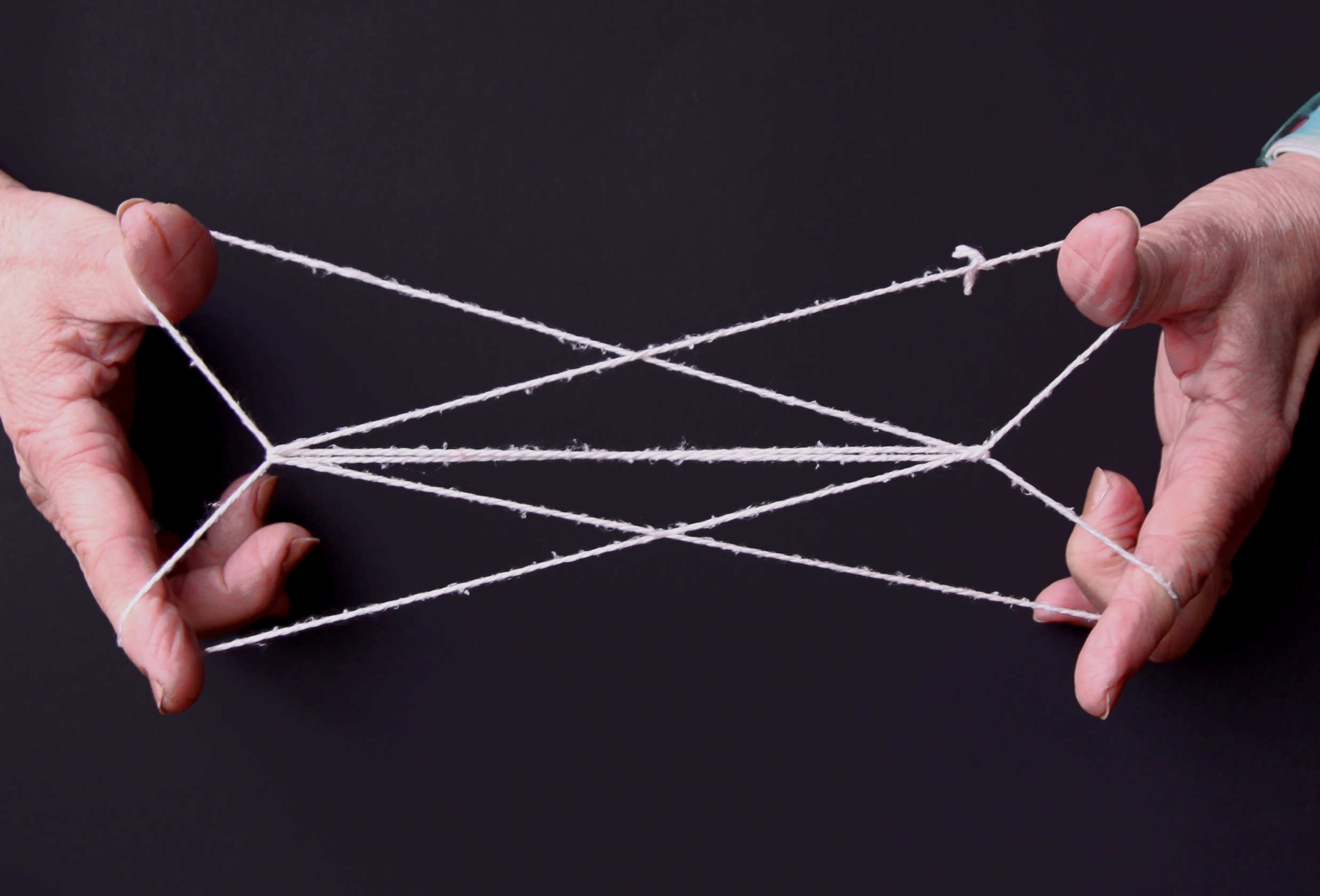

Ниточка (также «игра в верёвку», «верёвочка», «резиночка», «плетение» и так далее) — игра, в которой нитью (верёвкой, шнурком), надетой на пальцы рук, образуют различные узоры (фигурки).

## Описание
Во всём мире существует большое разнообразие подобных игр, в которые играют один или несколько человек. В Великобритании и США игра называется «cat’s cradle» (колыбель для кошки), в Германии — «Hexenspiel» (игра ведьмы), на Гавайях — hei (от гав. сетка, сети), на острове Пасха — kai kai, у эскимосов — ajararpoq, индейцев навахо — na-ash-klo (непрерывное плетение), народа макассар из Южного Сулавеси (Индонезия) — toêká-toêká (лестницы, лестница).
Среди фигурок, полученных в ходе игры, выделяют «лестницу Якова» (или «ромбы осэджей»), «два бриллианта», «чашки с блюдцем», «месяц (солнце) в темноте» и другие.
Узоры могут состоять из отдельных частей, создаваться в процессе игры или даже появляются последовательно как различные персонажи во время рассказа истории. У некоторых народов фигуры использовались во время гадания, чтобы предсказать пол будущего ребёнка.

## История
Происхождение игры неизвестно. Канадский автор Камилла Грисько отметила: «Мы не знаем, когда люди впервые начали играть в верёвки или когда первобытные люди изобрели это древнее искусство. Что мы знаем — так это то, что все первобытные общества имели и использовали нити для охоты, рыбалки, ткачества, а также то, что фигурки из нитей имели коренные народы во всем мире».
Древнегреческий врач Гераклас (I век) сделал самое раннее известное нам описание нитяных узоров в трактате о хирургических узлах. Эта работа была перепечатана в IV веке Орибазия в «Медицинском сборнике» (Collectiones medicae). Среди описанных узоров упоминается «Plinthios Brokhos», известный также у австралийских аборигенов как «облачное солнце». Инуиты делали нитяные фигуры, изображавшие вымершего шерстистого мамонта.
Фигурки из нитей изучались антропологами — например, Францем Боасом (1858—1942), Джеймсом Горнеллом (1865—1949), которые пытались проследить происхождение и развитие их в культуре. Верёвочка, вероятно, возникла как развлекательная игра во многих обществах. Примеры были найдены в Юго-Восточной Азии, Японии, Южной Америке, Вест-Индии, на островах Тихого океана, у инуитов и индейцев. Игра также была распространена в Европе и Африке.
В 1906 году американский этнолог Кэролайн Фернесс Джейн (1873—1909) написала «Фигурки из нити, и как их делать» (String Figures and How to Make Them), одну из самых известных и подробных работ, посвящённых теме. В 1962 году вышло второе издание. Книга содержит подробное описание более сотни верёвочных узоров.
В 1978 году была создана Международная ассоциация игры в верёвочку, основной целью которой является сохранение и распространение знаний о традиции этой древней игры.

## В литературе
В детективном романе Джерома Барри «Leopard Cat's Cradle» убийца оставлял на месте преступления тот или иной верёвочный узор, выбор которого был связан с характером жертвы.
В 1963 году был издан роман Курта Воннегута «Колыбель для кошки». Роман был номинирован на премию «Хьюго» в 1964 году и стал одним из наиболее известных произведений писателя.